# Выпуски Windows 8
Windows 8 и Windows 8.1 были выпущены в четырех редакциях с различными наборами функций: Core, Pro, Enterprise и RT. Существуют версии, которые могут быть изменены по юридическим или маркетинговым причинам.

## Редакции

### Windows 8/8.1 Core
Windows 8/8.1 (также иногда называемая «Windows 8/8.1 Core», чтобы отличать ее от самой ОС) является базовой версией Windows для архитектур IA-32 и x64. Это издание содержит функции, предназначенные для домашних компьютеров, и предоставляет все основные новые функции Windows 8.

### Windows 8/8.1 Pro
Windows 8/8.1 Pro сопоставима с Windows 7 Professional и Ultimate.Она ориентирована на энтузиастов и бизнес-пользователей; она включает в себя все функции Windows 8. Дополнительные функции включают возможность участия в Домене Windows Server,  функционал удаленного рабочего стола, Шифрованной файловой системы, Hyper-V, Виртуального жесткого диска, редактора групповой политики, а также  BitLocker и BitLocker To Go. Windows Media Center доступен в виде отдельного программного пакета под названием Media Center Pack.

### Windows 8 Enterpise
Windows 8 Enterprise предоставляет все функции Windows 8 Pro (кроме возможности установки Windows Media Center), а также дополнительные функции, предназначенные для крупных компаний (см. таблицу ниже). Это издание доступно для клиентов Software Assurance, а также MSDN и Technet Professional.

### Windows RT
Windows RT доступна только предварительно установленной на устройствах ARM, таких как планшетные ПК. Она включает в себя оптимизированные для касания настольные версии базового набора приложений Office 2013 для пользователей - Microsoft Word,  Excel,  PowerPoint и  OneNote  и поддерживает возможности шифрования устройства. Некоторые бизнес-функции, такие как групповая политика и поддержка домена, не включены.
Программное обеспечение для Windows RT может быть загружено из Windows Store.. Программное обеспечение для настольных компьютеров на архитектурах IA-32 и x64 не может быть запущено в Windows RT. Согласно CNET, эти существенные различия могут поставить вопрос о том, является ли Windows RT версией Windows: в беседе с Mozilla заместитель генерального советника Microsoft Дэвид Хейнер сказал, что Windows RT «больше не Windows». Однако главный юрисконсульт Mozilla отверг утверждение о том, что Windows RT имеет тот же пользовательский интерфейс, интерфейс программирования приложений и механизм обновления.

### Региональные ограничения и вариации
Все упомянутые выпуски имеют возможность использовать языковые пакеты, позволяющие использовать несколько языков пользовательского интерфейса. (Ранее эта функция была доступна только в Windows 7 Ultimate или Enterprise.) Однако существует Windows 8 без этой возможности, называемая Windows 8 Single Language. Это издание можно обновить до Windows 8 Pro.
Дополнительные выпуски Windows 8, специально предназначенные для европейских рынков, имеют букву «N» (например, Windows 8.1 Enterprise N) с суффиксом к своим именам и не включают в себя прилагаемую копию Windows Media Player. Microsoft была обязана создать «N» версии Windows после того, как  Европейская комиссия приняла решение в 2004 году, что ей нужно было предоставить копию Windows без привязанного проигрывателя Windows Media.
«Windows 8.1 с Bing» - это вариант Windows 8.1 Core для OEM-производителей, который был представлен в мае 2014 года. Он был представлен как часть усилий по стимулированию производства недорогих продуктов. устройств, в то же время "стимулируя использование конечными пользователями служб Microsoft, таких как  Bing и OneDrive". Он поставляется с поисковой системой Microsoft Bing, которая установлена по умолчанию в Internet Explorer и не может быть изменена на другую.